# Gran Premio de Estados Unidos de Motociclismo de 1990
El Gran Premio de los Estados Unidos de Motociclismo de 1990 fue la segunda prueba de la temporada 1990 del Campeonato Mundial de Motociclismo. El Gran Premio se disputó el 8 de abril de 1990 en el Circuito de Laguna Seca.

## Resultados 500cc
La carrera se caracterizó por numerosas caídas y accidentes. El más serio ha involucrado al piloto australiano Kevin Magee, que luego permanecerá en coma durante varios días y que también provocó una interrupción de la carrera.
La prueba fue ganada por el estadounidense Wayne Rainey, que lidera la clasificación provisional con una puntuación completa con dos victorias en tantas carreras, por delante del australiano Michael Doohan y el italiano Pierfrancesco Chili. Solo se han clasificado 10 pilotos y, por lo tanto, no se han otorgado todos los puntos disponibles para la clasificación del campeonato.
| Pos.     | Piloto               | Equipo                | Moto   | Tiempo     | Pts. |
| -------- | -------------------- | --------------------- | ------ | ---------- | ---- |
| 1        | Wayne Rainey         | Marlboro Team Roberts | Yamaha | 50:55.379  | 20   |
| 2        | Mick Doohan          | Rothmans Honda Team   | Honda  | +30.386    | 17   |
| 3        | Pierfrancesco Chili  | Team ROC Elf La Cinq  | Honda  | +59.233    | 15   |
| 4        | Christian Sarron     | Sonauto Gauloises     | Yamaha | +1:13.006  | 13   |
| 5        | Jean Philippe Ruggia | Sonauto Gauloises     | Yamaha | +1:22.592  | 11   |
| 6        | Juan Garriga         | Ducados Yamaha        | Yamaha | +1 Vuelta  | 10   |
| 7        | Randy Mamola         | Cagiva Corse          | Cagiva | +1 Vuelta  | 9    |
| 8        | Alex Barros          | Cagiva Corse          | Cagiva | +1 Vuelta  | 8    |
| 9        | Peter Linden         |                       | Honda  | +3 Vueltas | 7    |
| 10       | Nicholas Schmassman  | Team Schmassman       | Honda  | +3 Vueltas | 6    |
| Ret      | Kevin Magee          | Lucky Strike Suzuki   | Suzuki | Ret        |      |
| Ret      | Kevin Schwantz       | Lucky Strike Suzuki   | Suzuki | Ret        |      |
| Ret      | Wayne Gardner        | Rothmans Honda Team   | Honda  | Ret        |      |
| Ret      | Ron Haslam           | Cagiva Corse          | Cagiva | Ret        |      |
| Ret      | Sito Pons            | Campsa Banesto        | Honda  | Ret        |      |
| DNS      | Eddie Lawson         | Marlboro Team Roberts | Yamaha | DNS        |      |
| DNS      | Tadahiko Taira       | Tech 21               | Yamaha | DNS        |      |
| DNQ      | Hansjorg Butz        |                       | Honda  | DNQ        |      |
| Sources: |                      |                       |        |            |      |

## Resultados 250cc
John Kocinski no dio opción a sus rivales en el Gran Premio disputado en su casa. El italiano Luca Cadalora fue segundo y Wilco Zeelenberg se confirmó como la revelación de la temporada.
| Pos. | Piloto               | Moto     | Tiempo    | Pts. |
| ---- | -------------------- | -------- | --------- | ---- |
| 1    | John Kocinski        | Yamaha   | 44.59.738 | 20   |
| 2    | Luca Cadalora        | Yamaha   | 45.10.407 | 17   |
| 3    | Wilco Zeelenberg     | Honda    | 45.17.742 | 15   |
| 4    | Reinhold Roth        | Honda    | 45.24.716 | 13   |
| 5    | Dominique Sarron     | Honda    | 45.33.286 | 11   |
| 6    | Carlos Cardús        | Honda    | 45.35.929 | 10   |
| 7    | Helmut Bradl         | Honda    | 45.37.934 | 9    |
| 8    | Jochen Schmid        | Honda    | 45.53.536 | 8    |
| 9    | Andreas Preining     | Aprilia  | 46.01.445 | 7    |
| 10   | Martin Wimmer        | Aprilia  | 46.02.547 | 6    |
| 11   | Masahiro Shimizu     | Honda    | 46.03.655 | 5    |
| 12   | Loris Reggiani       | Aprilia  | 46.11.997 | 4    |
| 13   | Rich Oliver          | Yamaha   | 46.12.369 | 3    |
| 14   | Niall Mackenzie      | Yamaha   | 46.12.700 | 2    |
| 15   | Carlos Lavado        | Aprilia  | 46.25.851 | 1    |
| 16   | Jorge Martínez Aspar | JJ Cobas | 1 Vuelta  |      |
| 17   | Renzo Colleoni       | Aprilia  | 1 Vuelta  |      |
| 18   | Andrea Borgonovo     | Aprilia  | 1 Vuelta  |      |
| 19   | Chris d'Aluisio      | Yamaha   | 1 Vuelta  |      |
| 20   | Bernard Haenggeli    | Aprilia  | 1 Vuelta  |      |
| 21   | John Cornwell        | Yamaha   | 1 Vuelta  |      |
| 22   | Urs Jücker           | Yamaha   | 1 Vuelta  |      |
| 23   | Daniel Coe           | Yamaha   | 1 Vuelta  |      |
| Ret  | Harald Eckl          | Aprilia  | Ret       |      |
| Ret  | Erich Neumair        | Yamaha   | Ret       |      |
| Ret  | Hans Becker          | Yamaha   | Ret       |      |
| Ret  | Alan Carter          | Honda    | Ret       |      |
| Ret  | Àlex Crivillé        | Yamaha   | Ret       |      |
| DNS  | Jacques Cornu        | Honda    | DNS       |      |
| DNS  | Robbie Petersen      | Yamaha   | DNS       |      |
| DNS  | José Barresi         | Yamaha   | DNS       |      |